# عزیز میرزا
عزیز میرزا (انگلیسی: Aziz Mirza؛ زادهٔ ۱ ژانویهٔ ۱۹۴۷) کارگردان فیلم و فیلم‌نامه‌نویس اهل هند است. او فرزند اختر میرزا، از فیلم‌نامه‌نویسان هند است.
او کارگردانی فیلم‌هایی چون راجو ثروتمند می‌شود، آقای ۴۲۰،
بله قربان، دل همچنان هندوستانی است، رفته رفته و ارتباط تقدیر را برعهده داشته‌است.
وی همچنین برندهٔ جوایزی همچون جایزه فیلم‌فیر شده‌است.